# Baggott Ridge
Baggott Ridge är en bergstopp i Antarktis. Den ligger i Östantarktis. Australien gör anspråk på området. Toppen på Baggott Ridge är 1 898 meter över havet, eller 68 meter över den omgivande terrängen. Bredden vid basen är 0,41 km.
Terrängen runt Baggott Ridge är huvudsakligen en högslätt. Trakten är obefolkad. Det finns inga samhällen i närheten. 